# Pazifische Vasenschnecke
Die Pazifische Vasenschnecke (Vasum turbinellus) ist eine Schnecke aus der Familie der Turbinellidae (Gattung Vasum), die im Pazifischen Ozean und im Indischen Ozean verbreitet ist. Sie ernährt sich vor allem von Polychaeten und Sipunculiden.

## Merkmale
Das bei ausgewachsenen Schnecken etwa 9 cm große Schneckenhaus von Vasum turbinellus hat ein niedriges Gewinde, dessen Umgänge an der Schulter mit einer spiraligen Reihe kleiner und großer stumpfer, oft erodierter Stacheln skulpturiert sind. Die Spindel weist 5 bis 6 Falten auf. Die Oberfläche der Schale ist weiß mit braunen Flecken, das Innere der Gehäusemündung gelblich weiß, die äußere Lippe der Gehäusemündung mit schwarzen Flecken.

## Verbreitung und Vorkommen
Vasum turbinellus ist im Indopazifik verbreitet. Ihr Verbreitungsgebiet im Pazifischen Ozean reicht bis Polynesien, Japan und Australien. Sie lebt im Indischen Ozean an der Küste Ostafrikas auf Riffen in den unteren Bereichen der Gezeitenzone.

## Nahrung
Laut Untersuchungen an 280 Individuen von Vasum turbinellus aus verschiedenen Fundorten sind etwa 50 % der Beutetiere Vielborster und 50 % Spritzwürmer, wobei an den meisten Orten Polychaeten der Familie Chaetopteridae etwa 20 % aller Beutetiere ausmachen, doch auch Vertreter der Familien Eunicidae und Terebellidae oft von den Schnecken gefressen werden.